# トーンク
トーンク（ヒンディー語：टोंक、英語：Tonk）は、インドのラージャスターン州、トーンク県の都市。トンクとも呼ばれる。

## 歴史
1806年、ピンダーリーの首領ムハンマド・アミール・ハーンがホールカル家のバルヴァント・ラーオ・ホールカルから奪取した。
1817年、第三次マラーター戦争時、トーンクはイギリスと軍事保護条約を結び、その従属化の藩王国となった。

## 人口
人口は2001年の統計で135,663人